# Konfederace Koruny polské
Konfederace Koruny polské (polsky Konfederacja Korony Polskiej, zkráceně KKP), často zkráceně Koruna (Korona), je krajně pravicová politická strana v Polsku. V jejím čele stojí Grzegorz Braun.
Strana je označována za nacionalistickou a tradicionalistickou, hlásící se k monarchismu. Cílem strany je „bojovat za dobro Polska, zajistit suverenitu polského státu, bránit katolickou víru Polska, zajistit prosperitu polských rodin a pomáhat utvářet společenský život na základě principů latinské civilizace“.
Od svého vzniku je strana v koalici s KORWiN a Národním hnutím s názvem Konfederace Svoboda a Nezávislost. Lídr strany Grzegorz Braun se v parlamentních volbách v roce 2019 stal prvním poslancem Sejmu.
Braun byl kandidátem v prezidentských primárkách strany Konfederace Svoboda a Nezávislost v roce 2020. Ve finálovém kole hlasování prohrál s Krzysztofem Bosakem.
Braun byl označován za krajně pravicového politika a aktivistu proti očkování.

## Výsledky voleb

### Sejm
| Volby                                                                      | Hlasy     | % hlasů | Mandátů |
| -------------------------------------------------------------------------- | --------- | ------- | ------- |
| 2019                                                                       | 1 256 953 | 6,81 %  | 1/460   |
| V rámci Konfederace Svoboda a Nezávislost, která získala celkem 11 křesel. |           |         |         |

### Prezidentské
| Volby | Kandidát                    | 1. kolo   | 1. kolo | 2. kolo | 2. kolo |
| Volby | Kandidát                    | Hlasy     | % hlasů | Hlasy   | % hlasů |
| ----- | --------------------------- | --------- | ------- | ------- | ------- |
| 2020  | Podpořila Krzysztofa Bosaka | 1 317 380 | 6,78    |         |         |